# کنت پولاک
کنت مایکل پولاک (به انگلیسی: Kenneth Michael Pollack) متولد ۱۹۶۶، تحلیلگر و کارشناس امور سیاسی و نظامی خاورمیانه در سازمان سیا بود. او در زمره کارمندان شورای امنیت ملی ایالات متحده آمریکا خدمت کرده و چندین کتاب و مقاله در روابط بین‌الملل نگاشته است. او اکنون به عنوان متخصص امور سیاسی و نظامی مؤسسه امریکن انترپرایز در حوزه کشورهای ایران، عراق، عربستان سعودی و کشورهای حوزه خلیج فارس فعالیت می‌کند. پیش از این وی کارمند ارشد مرکز سابان برای سیاست خاورمیانه در نهاد بروکینگز و مشاور ارشد گروه استون بریج آلبرایت بوده است.

## زندگی سیاسی
کنت پولاک حرفه ای متنوع در هر دو بخش دولتی و دانشگاهی داشته است. نقش‌های دولتی او شامل خدمت به عنوان تحلیلگر مسائل نظامی عراق و ایران برای سازمان اطلاعات مرکزی آمریکا از سال ۱۹۸۸ تا ۱۹۹۵ و بعداً به عنوان مدیر امور خاور نزدیک و جنوب آسیا در شورای امنیت ملی ایالات متحده بود. در سال ۱۹۹۹ مجدداً به عنوان مدیر امور خلیج فارس به شورای امنیت پیوست و دو دوره استادی در دانشگاه دفاع ملی نیز داشت. پولاک فراتر از دولت، برای مؤسسه بروکینگز کار می‌کرد و به عنوان مدیر تحقیقات در مرکز سابان برای سیاست خاورمیانه ای خدمت می‌کرد. او همچنین هفت کتاب از جمله «طوفان تهدیدکننده: پرونده حمله به عراق» در سال ۲۰۰۲ نوشته است و یکی از کتاب‌های او با نام «معمای ایرانی» توسط عرفان قانعی فرد به فارسی ترجمه شده است.
حمایت پولاک از حمله به عراق، به ویژه در «طوفان تهدیدکننده» توجه قابل توجهی را به خود جلب کرد. او استدلال کرد که ایالات متحده باید به دلیل نوسانات و تجاوزات تصور شده صدام حسین به عراق حمله کند و از تهاجم تمام عیار برای از بین بردن نیروهای مسلح عراق، سرنگونی رژیم صدام و از بین بردن سلاح‌های کشتار جمعی دفاع می‌کرد. علیرغم انتقادها، پولاک به خاطر متقاعد کردن لیبرال‌ها به حمایت از جنگ عراق اعتبار دارد. با این حال، برخی از منتقدان، از جمله خبرنگار خاورمیانه، رابرت فیسک، کتاب او را گمراه‌کننده توصیف کردند. حمایت بعدی پولاک از افزایش نیروهای نظامی جنگ عراق در سال ۲۰۰۷، با هدف بهبود امنیت و کیفیت زندگی برای عراقی‌ها، نشان دهنده تعامل مداوم او با پیچیدگی‌های درگیری بود.

## جستارهای به زبان انگلیسی
- Are We Sliding Toward War With Iran?. 2012
- Pushing Back on Iran: A Different Approach. 2018
- The Persian Puzzle: The Conflict Between Iran and America
- Pushing Back on Iran: A Different Approach. 2018.
- Kenneth M. Pollack &Bilal Y. Saab. Countering Iran.2017.